# Mečoun obecný
Mečoun obecný (Xiphias gladius) je ryba s horní čelistí protáhlou v typický mečovitý výběžek. Představuje jediný druh z čeledi mečounovitých a tvoří tak celou tuto čeleď.

## Popis
Je to až 455 cm dlouhá a téměř 650 kilogramová ryba žijící kosmopolitně na volném moři v oceánech do hloubky až 800 m. Často vyskakuje nad hladinu. Na krátkou vzdálenost vyvine rychlost až 110 km/h a patří tak k nejrychlejším vodním živočichům.
Má typické mečovité rostrum díky horní čelisti (jedná se především o kosti praemaxillaria) protáhlé ve výběžek dlouhý asi 1/3 těla, schopný prorazit i bok menší lodi a sloužící pravděpodobně převážně k omračování kořisti.
Tělo je drsné, ale nemá šupiny. Hřbetní ploutve má umístěné daleko od sebe. Řitní ploutve jsou 2 a břišní nemá.

## Fyziologie
Mečouni jsou částečně endotermní, teplota mozku a očí může být o 14 °C vyšší než teplota okolní vody, což může být z důvodu ochrany těchto orgánů před poškozením. Mečoun totiž při lovu rychle střídá vodu o různé teplotě.

## Obživa
Loví tak, že velkou rychlostí vnikne mezi makrely, sledě nebo jiné ryby žijící v hejnech, začne tlouct kolem sebe mečovitým rostrem ze strany na stranu a pak omráčené, mrtvé nebo zraněné ryby sežere.

## Rozmnožování
Mečoun se tře v létě. Plůdek má v čelistech drobné ostré zuby, které mu vypadají, než dospěje.

## Hospodářský význam
Mečoun je stále loven pro chutné maso. Jedná se o málo dotčený druh.